# Muromcevo
Muromcevo (in russo Муромцево?) è un insediamento operaio dell'oblast' di Omsk, in Russia, nella parte sud della Siberia Occidentale. È il centro amministrativo del distretto Muromcevskij.
Si trova sul fiume Tara, circa 210 km a nord-est di Omsk.